# Rally Sur do Condado de 2023
El Rally Sur do Condado de 2023 fue la decimonovena edición y la quinta ronda de la temporada 2023 del Campeonato de Galicia de Rally. Se celebró del 7 al 8 de julio y contó con un itinerario de doce tramos que sumaban un total de 101,82 km cronometrados.

## Itinerario
| Día   | Tramo | Nombre                | Distancia | Hora  | Ganador              | Tiempo | Líder         |
| ----- | ----- | --------------------- | --------- | ----- | -------------------- | ------ | ------------- |
| Día 1 | TC1   | Arbo 1                | 6.00 km   | 08:50 | Alberto Meira        | 3:56.0 | Alberto Meira |
| Día 1 | TC2   | Covelo-Mondariz 1     | 9.90 km   | 09:38 | Víctor Senra         | 5:39.7 | Víctor Senra  |
| Día 1 | TC3   | Mos 1                 | 10.54 km  | 10:27 | Víctor Senra         | 6:37.7 | Víctor Senra  |
| Día 1 | TC4   | Arbo 2                | 6.00 km   | 12:52 | Alberto Meira        | 3:55.0 | Víctor Senra  |
| Día 1 | TC5   | Covelo-Mondariz 2     | 9.90 km   | 13:40 | Víctor Senra         | 5:34.4 | Víctor Senra  |
| Día 1 | TC6   | Mos 2                 | 10.54 km  | 14:29 | Víctor Senra         | 6:27.9 | Víctor Senra  |
| Día 1 | TC7   | Salvatierra de Miño 1 | 8.80 km   | 17:45 | Víctor Senra         | 5:20.2 | Víctor Senra  |
| Día 1 | TC8   | Puenteareas 1         | 7.40 km   | 18:18 | Víctor Senra         | 4:44.2 | Víctor Senra  |
| Día 1 | TC9   | Salceda de Caselas 1  | 8.27 km   | 19:11 | Jorge Pérez Oliveira | 5:30.7 | Víctor Senra  |
| Día 1 | TC10  | Salvatierra de Miño 2 | 8.80 km   | 20:57 | Víctor Senra         | 5:23.9 | Víctor Senra  |
| Día 1 | TC11  | Puenteareas 2         | 7.40 km   | 21:30 | Alberto Meira        | 4:50.1 | Víctor Senra  |
| Día 1 | TC12  | Salceda de Caselas 2  | 8.27 km   | 22:23 | Jorge Pérez Oliveira | 5:43.9 | Víctor Senra  |

## Clasificación final
| Pos. | Piloto                    | Copiloto               | Automóvil              | Tiempo    | Diferencia |
| ---- | ------------------------- | ---------------------- | ---------------------- | --------- | ---------- |
| 1.   | Víctor Senra              | David Vázquez          | Citroën C3 WRC         | 1:04:16.9 | 0.0        |
| 2.   | Alberto Meira             | Avelino Martínez       | Škoda Fabia R5         | 1:04:49.8 | +32.8      |
| 3.   | Jorge Pérez Oliveira      | Miriam Vera            | Hyundai i20 R5         | 1:05:54.9 | +1:37.9    |
| 4.   | Javier Ramos Troitiño     | José Antonio Pintor    | Volkswagen Polo GTI R5 | 1:08:40.2 | +4:23.2    |
| 5.   | Alexis Vieitez            | Cristian Álvarez López | Nissan Micra N5        | 1:08:47.6 | +4:30.6    |
| 6.   | Marcos Maceiras Guimarey  | Sergio Iglesias        | Nissan Micra N5        | 1:10:05.1 | +5:48.2    |
| 7.   | Marcos Rodríguez Sanromán | Unai Conde García      | Citroën C2 GT          | 1:10:44.0 | +6:27.1    |
| 8.   | Tino Iglesias             | Jorge Iglesias         | Ford Fiesta N5         | 1:10:55.9 | +6:39.0    |
| 9.   | Rubén López López         | Damián Outón           | Peugeot 208 R2         | 1:12:02.1 | +7:45.1    |
| 10.  | Javier Estévez Martínez   | Adriana Álvarez Gómez  | Peugeot 208 R2         | 1:12:10.9 | +7:54.0    |